# Matrículas automovilísticas de Argelia

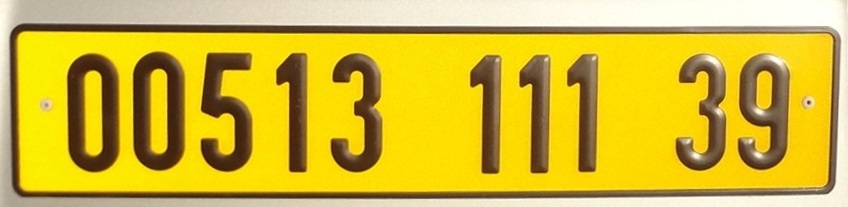
Matrícula argelina.

Las matrículas automovilísticas argelinas están fabricadas siguiendo los mismos estándares que las francesas, con el fondo blanco y los dígitos negros (la placa delantera), o el fondo amarillo y los dígitos negros (la placa trasera).
El código son tres grupos de dígitos separados por un espacio. Desde finales de los años 90, el primer grupo de números está compuesto de 5 dígitos, que son el número de serie. El siguiente grupo está formado por 3 dígitos, e identifica el año de fabricación (por ejemplo, 198 denota un vehículo privado fabricado en 1998). Los dos últimos dígitos identifican la provincia en qué se registró el vehículo.

## Códigos provinciales

Sufijos provinciales de Argelia.

## Códigos provinciales[2][3]
| Sufijo | Provincia          |
| ------ | ------------------ |
| 01     | Adrar              |
| 02     | Chlef              |
| 03     | Laghouat           |
| 04     | Oum el-Bouaghi     |
| 05     | Batna              |
| 06     | Bugía              |
| 07     | Biskra             |
| 08     | Béchar             |
| 09     | Blida              |
| 10     | Bouira             |
| 11     | Tamanrasset        |
| 12     | Tébessa            |
| 13     | Tremecén           |
| 14     | Tiaret             |
| 15     | Tizi Ouzou         |
| 16     | Argel              |
| 17     | Djelfa             |
| 18     | Jijel              |
| 19     | Sétif              |
| 20     | Saida              |
| 21     | Skikda             |
| 22     | Sidi Bel Abbes     |
| 23     | Annaba             |
| 24     | Guelma             |
| 25     | Constantina        |
| 26     | Médéa              |
| 27     | Mostaganem         |
| 28     | M'Sila             |
| 29     | Muascar            |
| 30     | Ouargla            |
| 31     | Orán               |
| 32     | El Bayadh          |
| 33     | Illizi             |
| 34     | Bordj Bou Arréridj |
| 35     | Bumerdés           |
| 36     | El Tarf            |
| 37     | Tinduf             |
| 38     | Tissemsilt         |
| 39     | El Oued            |
| 40     | Jenchela           |
| 41     | Souk Ahras         |
| 42     | Tipasa             |
| 43     | Mila               |
| 44     | Aín Defla          |
| 45     | Naama              |
| 46     | Aïn Témouchent     |
| 47     | Gardaya            |
| 48     | Relizan            |

## Matrículas diplomáticas
Las matrículas diplomáticas tienen el fondo verde y los dígitos negros. El primer grupo, de tres números, es el número de registro del vehículo. El segundo, de dos números, indica si el vehículo pertenece a un miembro de una embajada o un consulado. Los últimos dos números identifican la misión diplomática.